# Номерні знаки штату Оклагома
Номерні знаки Оклагоми видаються Податковим комітетом штату. Штат Оклагома вимагає розміщення лише заднього номерного знаку на автомобілі.
Регулярні номерні знаки штату Оклагома мають формат 123АБВ. Кодування за регіональною ознакою всередині штату існувало до 2009 року і мало форму літерних кодів безпосередньо у серії. З 2011 року кодування поновлено шляхом відображення коду округу на наліпці, що символізує місяць сплати мита і розташована в лівому верхньому куті пластини (Деякі коди: CH – Черокі; CL – Клівленд; CM – Команчі; HU – Г'юз; MK – Маскоґі; OK – Оклахома; SM – Семінол; TU – Талса; WT – Вошіта; WW – Вудворд). 
Чинні бланки номерних знаків зображують скульптурну композицію «Стріла священного дощу» ліворуч від основної комбінації знаків. В нижньому рядку на синьому тлі фігурує гасло: Корінна Америка (Native America). Індивідуальні комбінації літер і цифр можливо використовувати на стандартному бланку номерного знаку.

## Інші формати регулярних номерних знаків
- Номерні знаки для мотоциклів мають формат 1А2345 та розміри 4х7 дюймів;
- Номерні знаки для вантажного транспорту мають формат А12345.
- Номерні знаки для причепів мають формат 1234АБ.
- Номерні знаки для вантажних комерційних перевезень за межі штату (APPORTIONED) мають формат 1АБ234.

## Номерні знаки «особливого інтересу»
Номерні знаки «особливого інтересу» мають власні бланки та формат і ідентифікуються за вертикальним суфіксами або префіксами.

## Номерні знаки індіанських племен

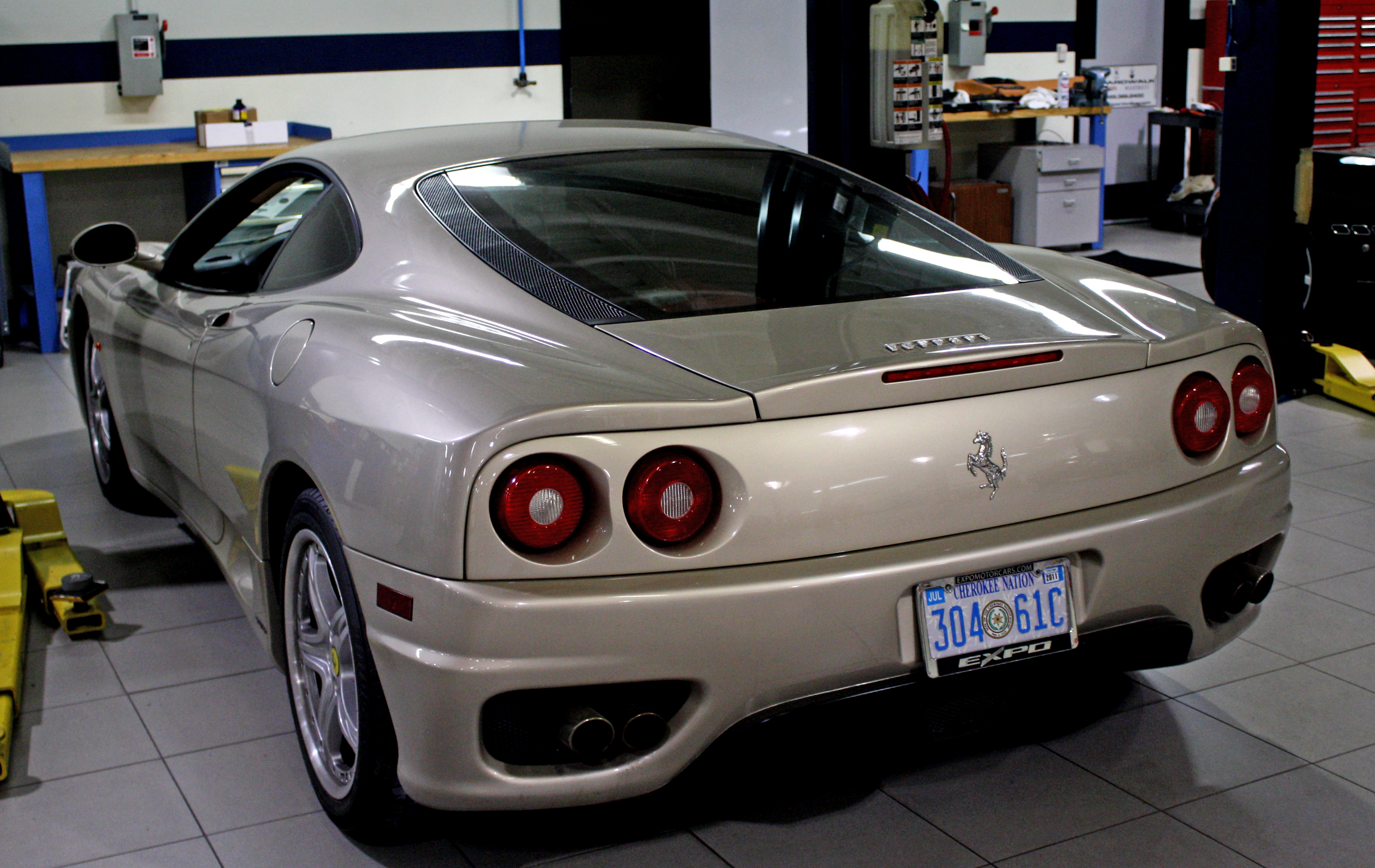
Автомобіль з номерним знаком племені Черокі

Цю категорію номерних знаків слід відносити до окремого класу. Такі номерні знаки видаються адміністраціями племен на замовлення тільки членам конкретного індіанського племені. Деякі з подібних номерних знаків є церемоніальними і не використовуються на автошляхах загального користування (наприклад номерні знаки „Принцеса Команчів” тощо). Всього в штаті Оклагома нараховується 30 індіанських племен, які видають власні номерні знаки.

## Радіоаматорські номерні знаки
Номерні знаки радіолюбителів мають формат K5V АБВ. K5V – символ Оклагоми в радіопозивному.

## Цікаві факти
Чинний регулярний номерний знак Оклагоми (2009р.) став переможцем конкурсу „Номерний знак року” Асоціації колекціонерів номерних знаків 2009р.